# 褐柳莺
褐柳莺又名褐柳鶯，为柳鶯科柳莺属的鸟类。该物种的模式产地在印度。
屬名Phylloscopus源自古希臘語phullon，意為「葉」，以及skopos，意為「尋覓者」（來自skopeo，意為「觀察」）。種名fuscatus來自拉丁語fuscus，意為「深色」。
這種柳鶯是高度遷徙性的，冬季棲息於南亞和東南亞。它有時會出現在北美的阿拉斯加，也曾出現在加州。
這是棲息於針葉林沼澤和濕草地的常見鳥類。巢築於低矮的灌木叢中，會產下5至6顆蛋。如同大多數舊世界鶯科（Sylvidae），這種小型雀形目鳥類是食蟲的。
褐色柳鶯容易在10月迷途至距離其繁殖地3000公里之外的西歐洲，並曾在英國過冬。
這種柳鶯的體型和外形與嘰喳柳鶯相似。成鳥有無條紋的棕色背部和棕黃色的腹部，具有明顯的白色眉線，喙細長而尖銳。兩性相同，如同大多數柳鶯，但幼鳥的背部帶有更多橄欖色調。如同大多數柳鶯，它主要食蟲，但也會攝取其他小型食物，包括漿果。
它的鳴唱是一種單調的哨聲，叫聲則是刺耳的check。這種隱匿的物種通常透過其叫聲來辨識，尤其是在遠離繁殖地時。

## 亚种
- 褐柳莺指名亚种（学名：Phylloscopus fuscatus fuscatus）。在中国大陆，分布于华北和华南等地。该物种的模式产地在印度。[5]
- 褐柳莺西南亚种（学名：Phylloscopus fuscatus weigoldi）。在中国大陆，分布于青海、四川、云南、西藏等地。该物种的模式产地在四川。[6]

## 外部連結
- 褐柳鶯(Phylloscopus fuscatus)鳴聲（页面存档备份，存于）香港觀鳥會鳥鳴集